# Neujahrskonzert der Wiener Philharmoniker 1963
Das Neujahrskonzert der Wiener Philharmoniker 1963 war das 23. Neujahrskonzert der Wiener Philharmoniker und fand am 1. Jänner 1963 im Goldenen Saal des Wiener Musikvereins statt. Dirigiert wurde es zum neunten Mal von Willi Boskovsky, der diese Institution 1941 schon als Konzertmeister der Wiener Philharmoniker mit ins Leben gerufen hatte. Es war das fünfte Neujahrskonzert, dessen 2. Teil im Fernsehen übertragen wurde, wieder als Eurovisionssendung.

## Besonderheit
Streng genommen war es einerseits das 24. Konzert zum Jahreswechsel – denn zur Jahreswende 1939/40 gab es bereits ein Außerordentliches Konzert der Wiener Philharmoniker, welches allerdings am Silvesterabend 1939 stattfand –, aber erst seit 1946 – seit dem erstmaligen Dirigat von Josef Krips – trägt das Konzert den Namen Neujahrskonzert der Wiener Philharmoniker: Unter diesem Namen war es das nunmehr 18. mit diesem Titel.
Willi Boskovsky stand, wie bereits seit 1955 auf Grund seiner einstimmigen Wahl durch die Orchestermitglieder als ständiger Dirigent des Neujahrskonzertes am Pult. Willi Boskovsky blieb in Erinnerung, dass er, wenn nicht das gesamte, so doch große Teile des Konzertes, meist die Walzer, mit dem Geigenbogen leitete und, die Violine in die Hüfte gestützt, immer wieder ans Kinn nahm, um einen eigenen Schwung in das Orchester zu übertragen.
1963 wurden erneut, wie erstmals 1961, einzelne Musikstücke mit Ballettaufnahmen unterlegt. Es tanzten Mitglieder des Balletts der Wiener Staatsoper, die Choreographie übernahm Willy Dirtl.
Der zweite Teil des Neujahrskonzertes wurde im Fernsehen als Eurovisionssendung übertragen, die der Österreichische Rundfunk (ORF) und das Schweizer Fernsehen (SF) gemeinsam produzierten. Die Regie übernahm wieder Hermann Lanske.
Ausgestrahlt wurde es 1963 neben Österreich in Belgien, der Bundesrepublik Deutschland, in Dänemark, Finnland, Frankreich, Großbritannien, Italien, Niederlande, Norwegen, Schweden, Spanien und der Schweiz. Als Fernsehstation übernahm es neu die in Jugoslawien.

## Programm

### 1. Teil
1. Johann Strauss (Sohn): Wein, Weib und Gesang (Walzer), op. 333
2. Johann Strauss (Sohn): Demolirer-Polka, op. 269
3. Josef Strauss: Eingesendet (Polka schnell), op. 240
4. Joseph Lanner: Die Romantiker (Walzer), op. 167*
5. Josef Strauss: Aus der Ferne (Polka Mazur), op. 270
6. Johann Strauss (Sohn): Ouvertüre zur Operette Die Fledermaus

### 2. Teil
1. Josef Strauss: Dorfschwalben aus Österreich (Walzer), op. 164
2. Johann Strauss (Sohn): I Tipferl-Polka française (sic), op. 377
3. Johann Strauss (Sohn): Tritsch-Tratsch (Polka schnell (sic)), op. 214**
4. Johann Strauss (Sohn): Spanischer Marsch, op. 433*
5. Johann Strauss (Sohn): Wiener Bonbons (Walzer), op. 307
6. Johann Strauss (Sohn) und Josef Strauss: Pizzicato-Polka
7. Johann Strauss (Sohn): Freikugeln (Polka schnell), op. 326
8. Johann Strauss (Sohn): Explosions-Polka (Polka schnell (sic)), op. 43**

### Zugaben
1. Johann Strauss (Sohn): Éljen a Magyár (Schnell-Polka (sic)), op. 332
2. Johann Strauss (Sohn): An der schönen blauen Donau (Walzer), op. 314
3. Johann Strauss (Vater): Radetzky-Marsch, op. 228

Werkliste und Reihenfolge sind der Website der Wiener Philharmoniker entnommen.
 Mit * gekennzeichnete Werke standen erstmals in einem Programm eines Neujahrskonzertes.
** Weder die Polka Tritsch-tratsch noch die Explosions-Polka sind eine Polka schnell (Schnellpolka) im eigentlichen Sinn, diese Bezeichnung wird von Johann Strauss (Sohn) erst ab op. 281 (Vergnügungszug (Polka schnell)). gebraucht.